# Vidouze
Vidouze (en occitan Vidosa) est une commune française située dans le nord-ouest du département des Hautes-Pyrénées, en région Occitanie.
Sur le plan historique et culturel, la commune est dans le pays de Rivière-Basse, qui s’allonge dans la moyenne vallée de l’Adour, à l’endroit où le fleuve marque un coude pour s’orienter vers l’Aquitaine. Exposée à un climat océanique altéré, elle est drainée par le Larcis, le Louet et par divers autres petits cours d'eau.
Vidouze est une commune rurale qui compte 230 habitants en 2022, après avoir connu un pic de population de 983 habitants en 1831. Elle fait partie de l'aire d'attraction de Maubourguet..
Ses habitants sont appelés les Vidouziens.

## Géographie

### Localisation
La commune de Vidouze se trouve dans le département des Hautes-Pyrénées, en région Occitanie.
Sur le plan historique et culturel, Vidouze fait partie du pays de Rivière-Basse, qui s’allonge dans la moyenne vallée de l’Adour, à l’endroit où le fleuve marque un coude pour s’orienter vers l’Aquitaine.
Elle se situe à 26 km à vol d'oiseau de Tarbes, préfecture du département, et à 7 km de Maubourguet, bureau centralisateur du canton du Val d'Adour-Rustan-Madiranais dont dépend la commune depuis 2015 pour les élections départementales.
La commune fait en outre partie du bassin de vie de Lembeye.
Les communes les plus proches sont : 
Bassillon-Vauzé (2,6 km), Lahitte-Toupière (2,7 km), Luc-Armau (2,9 km), Monségur (3,1 km), Labatut-Figuières (3,3 km), Corbère-Abères (4,5 km), Moncaup (4,5 km), Castéra-Loubix (4,8 km).
|                                        | Moncaup (Pyrénées-Atlantiques)        | Lahitte-Toupière                                                                |
| Bassillon-Vauzé (Pyrénées-Atlantiques) | Vidouze                               | Monségur (Pyrénées-Atlantiques)                                                 |
| Luc-Armau (Pyrénées-Atlantiques)       | Bentayou-Sérée (Pyrénées-Atlantiques) | Labatut-Figuières (Pyrénées-Atlantiques), Castéra-Loubix (Pyrénées-Atlantiques) |

Représentations cartographiques de la commune
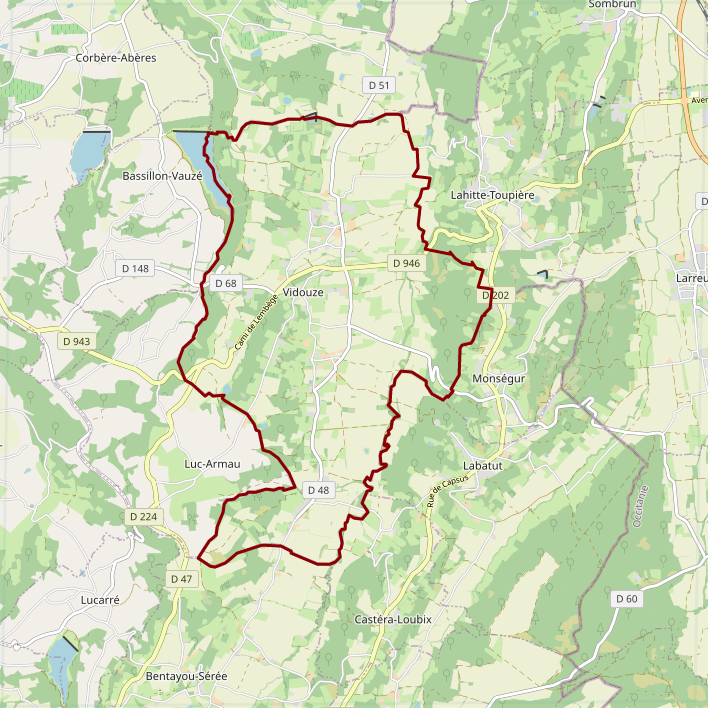
Carte OpenStreetMap.
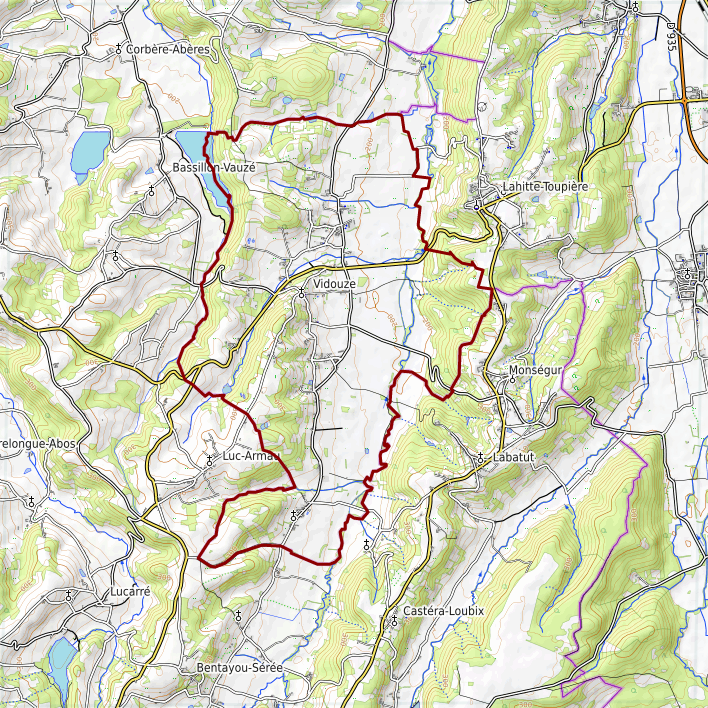
Carte topographique.

### Hydrographie
Le ruisseau de  Larcis (affluent droit du Léez) traverse  la commune du sud au nord et forme une partie de la limite ouest avec la commune de Bassillon-Vauzé (Pyrénées-Atlantiques).
D'une longueur totale de 34,8 km, il prend sa source dans la commune de Luc-Armau, et s'écoule vers le nord-ouest. Il se jette dans le Léez à Projan, après avoir traversé 20 communes.
Le ruisseau de Lissarre traverse la commune du sud au nord en son centre.
Le ruisseau du Louet (affluent gauche de l’Adour)  traverse  la commune du sud au nord et forme la limite est avec la commune de Lahitte-Toupière et  Monségur et Labatut  dans les Pyrénées-Atlantiques.
Le ruisseau de Mortères  (affluent gauche du Louet) traverse  la commune d’est en ouest en partie nord de la commune.

### Climat
Le climat est tempéré de type océanique, en raison de l'influence proche de l'océan Atlantique situé à peu près 150 km plus à l'ouest. La proximité des Pyrénées fait que la commune profite d'un effet de foehn, il peut aussi y neiger en hiver, même si cela reste inhabituel.
| Mois                              | jan.  | fév.  | mars  | avril | mai   | juin  | jui.  | août  | sep.  | oct.  | nov.  | déc.  | année   |
| --------------------------------- | ----- | ----- | ----- | ----- | ----- | ----- | ----- | ----- | ----- | ----- | ----- | ----- | ------- |
| Température minimale moyenne (°C) | 0,6   | 1,3   | 2,7   | 5,2   | 8,3   | 11,6  | 14,1  | 13,9  | 11,7  | 8     | 3,6   | 1,3   | 6,9     |
| Température moyenne (°C)          | 5,3   | 6,1   | 7,8   | 10    | 13,3  | 16,7  | 19,3  | 19    | 17,2  | 13,3  | 8,5   | 5,8   | 11,9    |
| Température maximale moyenne (°C) | 9,9   | 11    | 12,9  | 14,8  | 18,3  | 21,7  | 24,5  | 24    | 22,6  | 18,6  | 13,4  | 10,4  | 16,8    |
| Ensoleillement (h)                | 108,8 | 118,8 | 155,6 | 157,2 | 181,3 | 191,5 | 215,5 | 196,4 | 194,5 | 164,4 | 124,4 | 104,4 | 1 912,8 |
| Précipitations (mm)               | 112,8 | 97,5  | 100,2 | 105,7 | 113,6 | 80,7  | 57,3  | 70,3  | 71    | 85,2  | 93    | 112,1 | 1 099,4 |

### Milieux naturels et biodiversité
Aucun espace naturel présentant un intérêt patrimonial n'est recensé sur la commune dans l'inventaire national du patrimoine naturel,,.

## Urbanisme

### Typologie
Au 1er janvier 2024, Vidouze est catégorisée commune rurale à habitat dispersé, selon la nouvelle grille communale de densité à sept niveaux définie par l'Insee en 2022.
Elle est située hors unité urbaine. Par ailleurs la commune fait partie de l'aire d'attraction de Maubourguet, dont elle est une commune de la couronne,. Cette aire, qui regroupe 13 communes, est catégorisée dans les aires de moins de 50 000 habitants,.

### Occupation des sols
L'occupation des sols de la commune, telle qu'elle ressort de la base de données européenne d’occupation biophysique des sols Corine Land Cover (CLC), est marquée par l'importance des territoires agricoles (74,8 % en 2018), une proportion identique à celle de 1990 (74,8 %). La répartition détaillée en 2018 est la suivante : 
terres arables (60,9 %), forêts (22,3 %), zones agricoles hétérogènes (9,6 %), prairies (4,4 %), zones urbanisées (2 %), eaux continentales (0,8 %).
L'IGN met par ailleurs à disposition un outil en ligne permettant de comparer l’évolution dans le temps de l’occupation des sols de la commune (ou de territoires à des échelles différentes). Plusieurs époques sont accessibles sous forme de cartes ou photos aériennes : la carte de Cassini (XVIIIe siècle), la carte d'état-major (1820-1866) et la période actuelle (1950 à aujourd'hui).

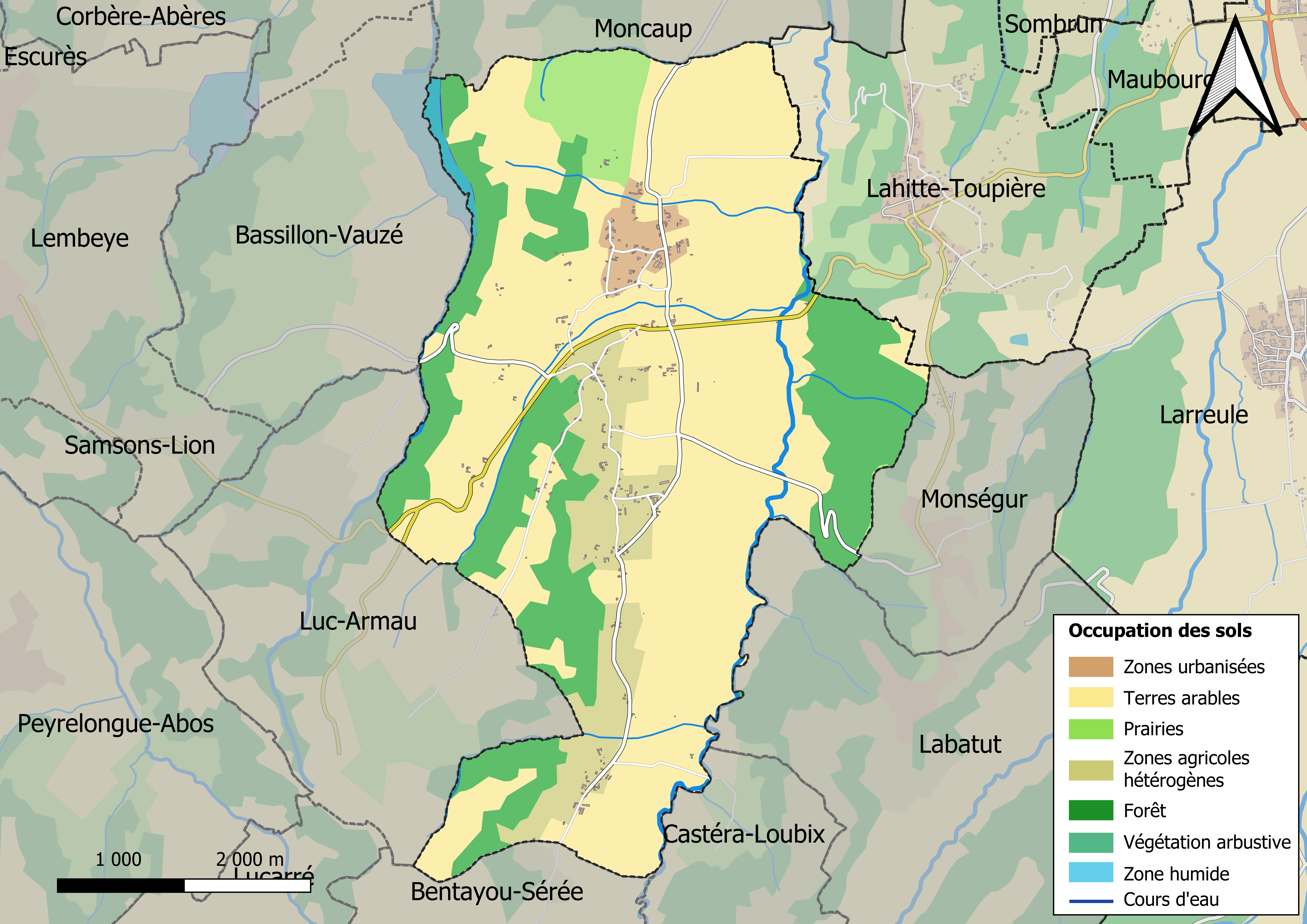
Carte des infrastructures et de l'occupation des sols en 2018 (CLC) de la commune.
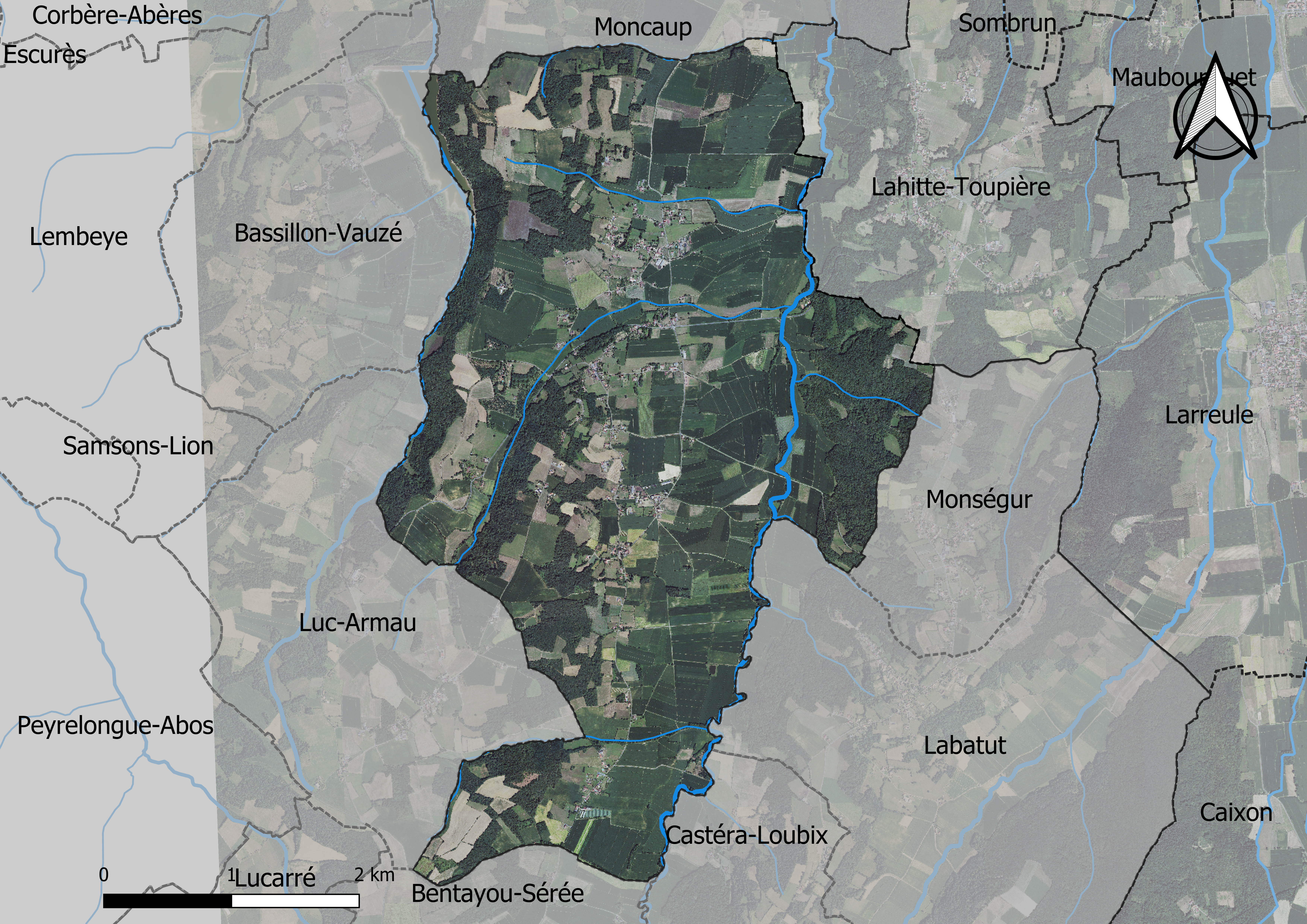
Carte orthophotogrammétrique de la commune.

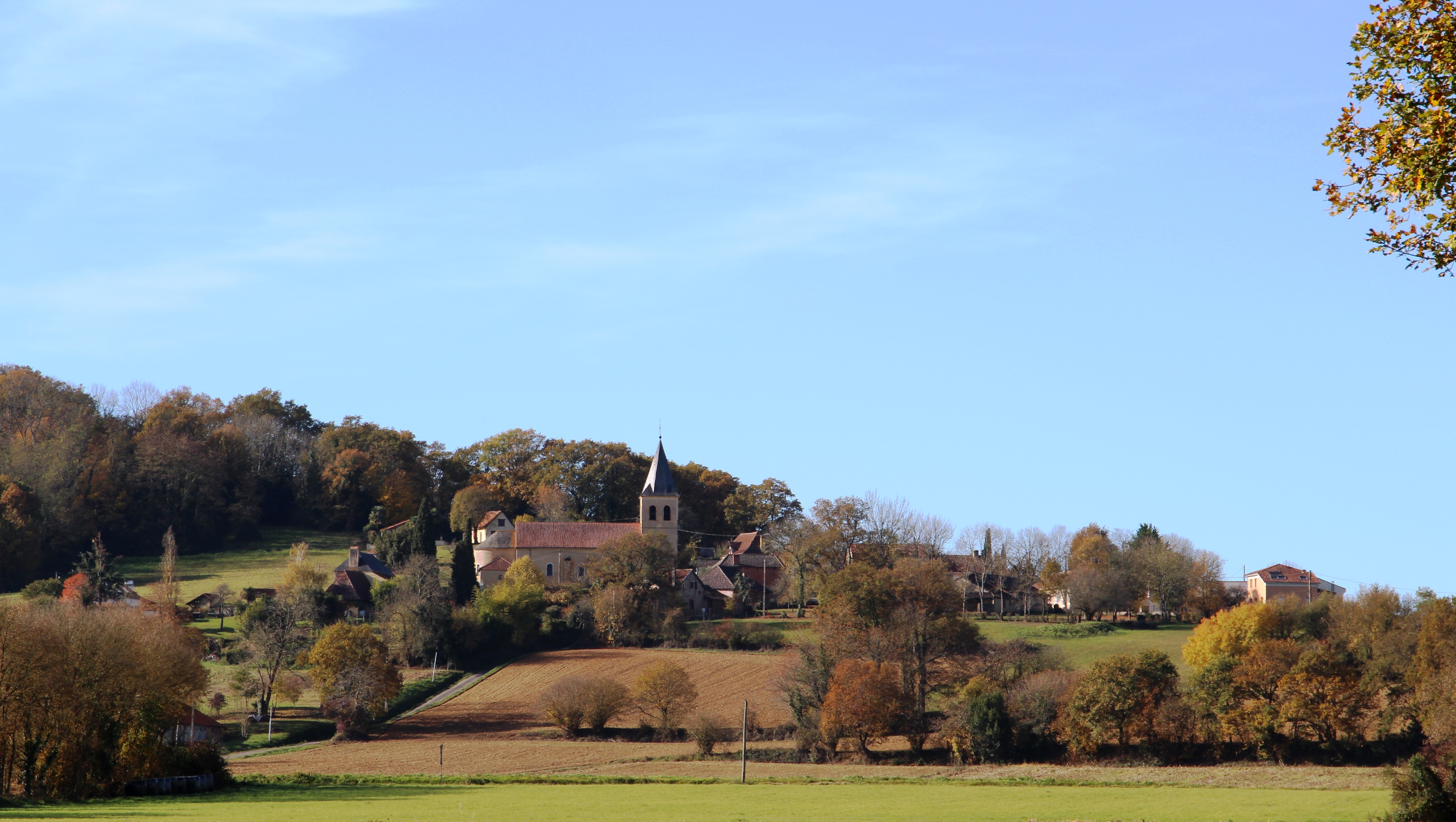
Vue en automne.

### Logement
En 2012, le nombre total de logements dans la commune est de 160.

Parmi ces logements, 71,8 % sont des résidences principales, 19,9 % des résidences secondaires et 8,3 % des logements vacants.

### Voies de communication et transports
Cette commune est desservie par la route départementale D 943 et par les routes départementales D 4 et D 48.

### Risques majeurs
Le territoire de la commune de Vidouze est vulnérable à différents aléas naturels : météorologiques (tempête, orage, neige, grand froid, canicule ou sécheresse), inondations, mouvements de terrains et séisme (sismicité modérée). Un site publié par le BRGM permet d'évaluer simplement et rapidement les risques d'un bien localisé soit par son adresse soit par le numéro de sa parcelle.
Certaines parties du territoire communal sont susceptibles d’être affectées par le risque d’inondation par débordement de cours d'eau, notamment le Louet et l'Arcis. La cartographie des zones inondables en ex-Midi-Pyrénées réalisée dans le cadre du XIe Contrat de plan État-région, visant à informer les citoyens et les décideurs sur le risque d’inondation, est accessible sur le site de la DREAL Occitanie. La commune a été reconnue en état de catastrophe naturelle au titre des dommages causés par les inondations et coulées de boue survenues en 1982, 1990, 1999, 2009 et 2018,.
Vidouze est exposée au risque de feu de forêt. Un plan départemental de protection des forêts contre les incendies a été approuvé par arrêté préfectoral le 21 avril 2020 pour la période 2020-2029. Le précédent couvrait la période 2007-2017. L’emploi du feu est régi par deux types de réglementations. D’abord le code forestier et l’arrêté préfectoral du 27 octobre 2014, qui réglementent l’emploi du feu à moins de 200 m des espaces naturels combustibles sur l’ensemble du département. Ensuite celle établie dans le cadre de la lutte contre la pollution de l’air, qui interdit le brûlage des déchets verts des particuliers. L’écobuage est quant à lui réglementé dans le cadre de commissions locales d’écobuage (CLE)

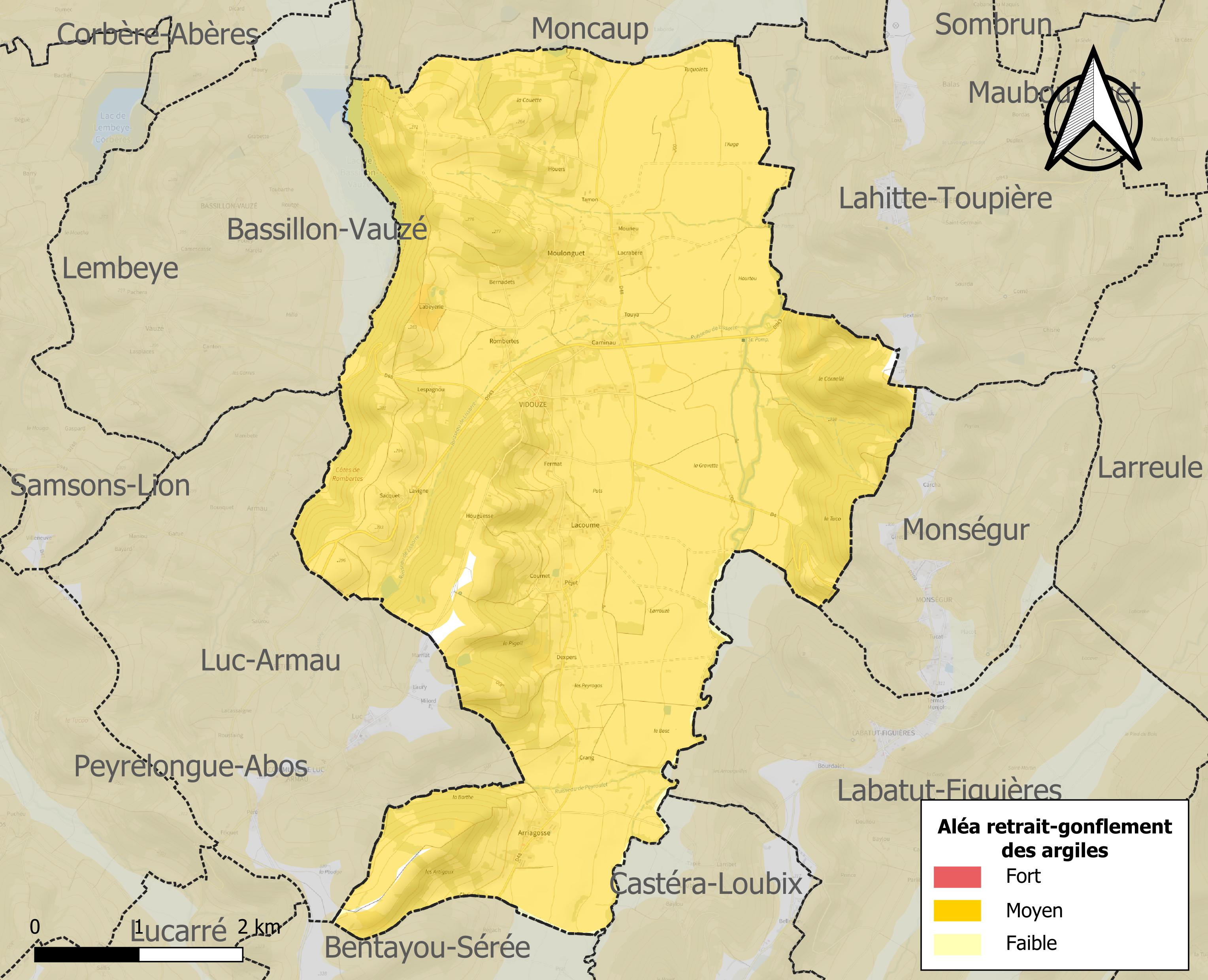
Carte des zones d'aléa retrait-gonflement des sols argileux de Vidouze.

Les mouvements de terrains susceptibles de se produire sur la commune sont des mouvements de sols liés à la présence d'argile et des tassements différentiels.
Le retrait-gonflement des sols argileux est susceptible d'engendrer des dommages importants aux bâtiments en cas d’alternance de périodes de sécheresse et de pluie. 99,1 % de la superficie communale est en aléa moyen ou fort (44,5 % au niveau départemental et 48,5 % au niveau national). Sur les 163 bâtiments dénombrés sur la commune en 2019, 163 sont en aléa moyen ou fort, soit 100 %, à comparer aux 75 % au niveau départemental et 54 % au niveau national. Une cartographie de l'exposition du territoire national au retrait gonflement des sols argileux est disponible sur le site du BRGM,.
Par ailleurs, afin de mieux appréhender le risque d’affaissement de terrain, l'inventaire national des cavités souterraines permet de localiser celles situées sur la commune.
Concernant les mouvements de terrains, la commune a été reconnue en état de catastrophe naturelle au titre des dommages causés par des mouvements de terrain en 1999.

## Toponymie

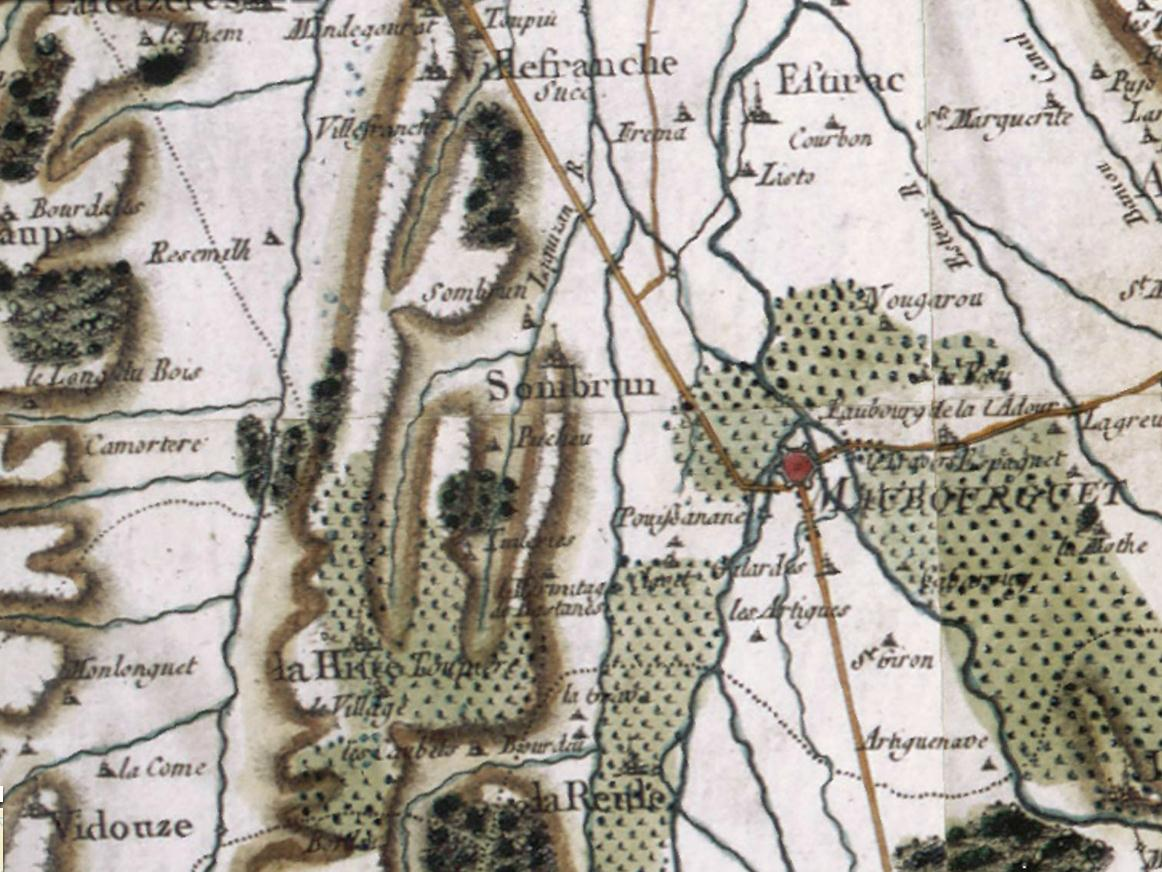
Extrait de la carte de Cassini (entre 1756 et 1789) situant Vidouze à l'ouest de Maubourguet.

On trouvera les principales informations dans le Dictionnaire toponymique des communes des Hautes-Pyrénées de Michel Grosclaude et Jean-François Le Nail qui rapporte les dénominations historiques du village :
Dénominations historiques :
- A Bidoza, A Bidossa (XIIe siècle, cartulaire Bigorre) ;
- Arnaldus de Bidossa, dominus de Bidosa, latin (1300, enquête Bigorre) ;
- De Vidosa (1342, pouillé de Tarbes) ;
- de Vidoza (1379, procuration Tarbes) ;
- Vidouze (fin XVIIIe siècle, carte de Cassini).

Nom occitan : Vidosa, du latin vitis « plante à vrille, vigne ».

## Histoire
Jeanne d'Albret, fille unique d’Henri d’Albret, est confirmée dans sa possession de Vidouze et d'autres héritages de la maison de Foix-Lautrec par une transaction de 1558. Son fils devient roi de France sous le nom d’Henri IV, et, contrairement à la tradition, il refuse d’intégrer ses domaines personnels au royaume de France. Lourdement endetté par dix années de guerre d’accession au trône, il vend des parties de son domaine pour rembourser ses débiteurs. Aussi, le 18 mars 1604, ses émissaires mettent aux enchères la moitié de la seigneurie de Vidouze, ainsi que les seigneuries de Sombrun et de Lascazères. Pierre de La Torte, seigneur de Caussade, achète l'ensemble pour la somme de 12 000 livres. Le mois suivant, Pierre de Caussade cède cette moitié de Vidouze, entre autres, à son frère Raimond pour la somme de 3 500 livres.
Joseph de Monet succède à son oncle Raimond de Caussade en 1632.
La baronnie de Vidouze (Bidouze / Bidose) était anciennement l'une des 12 premières baronnies du Béarn.

## Politique et administration

Sélection de vues des bâtiments communaux en 2016.
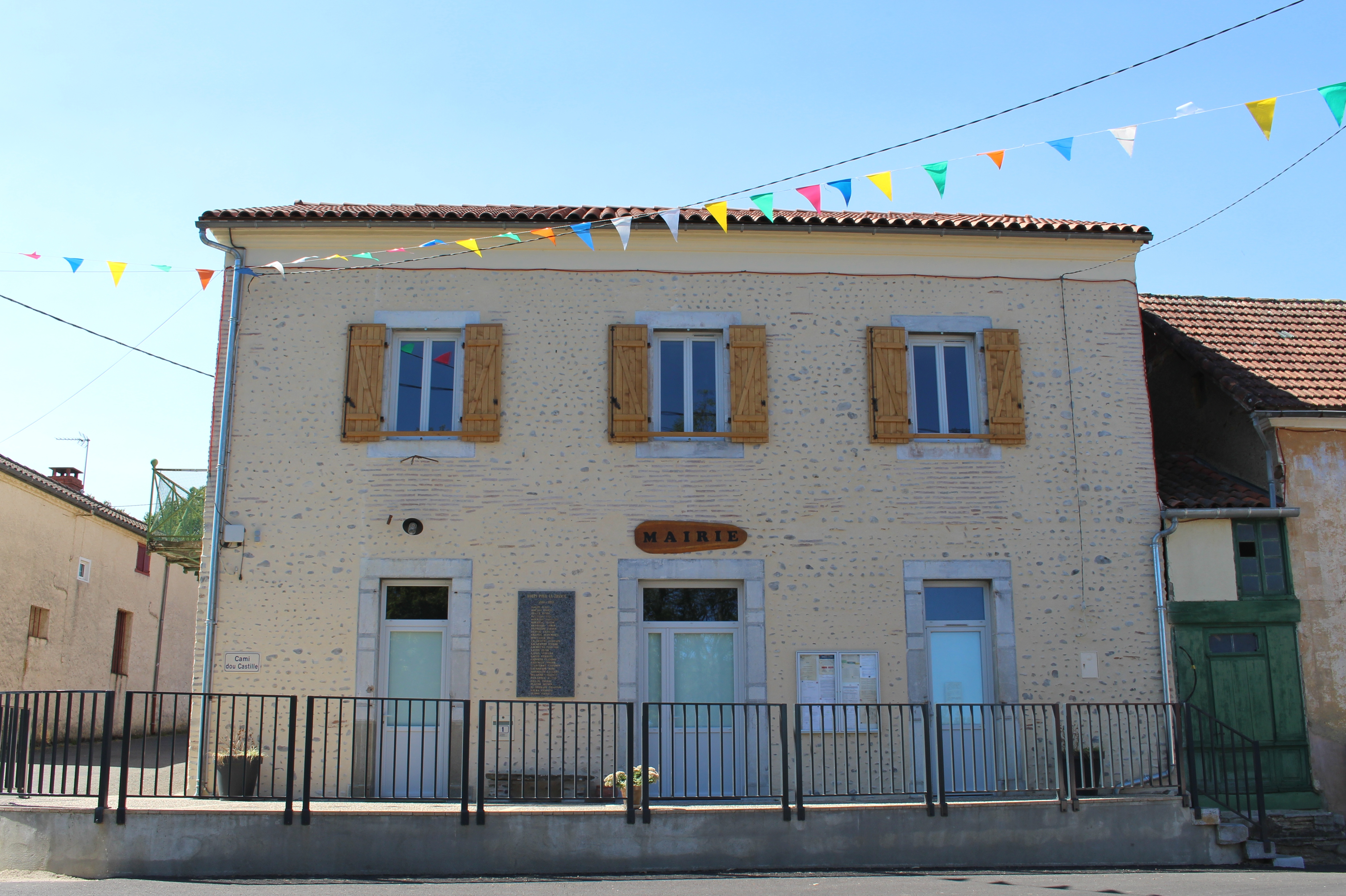
La mairie.
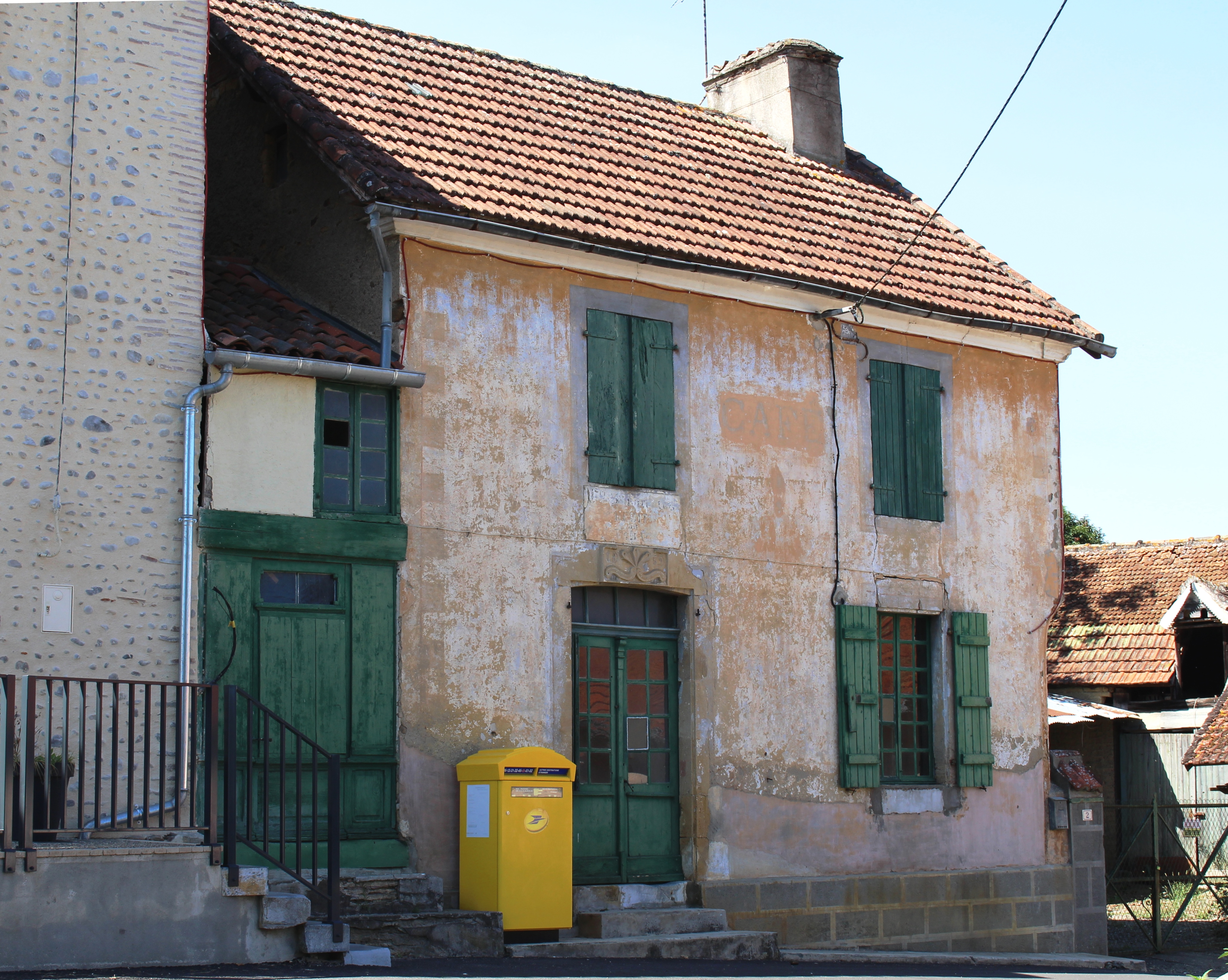
La Poste.
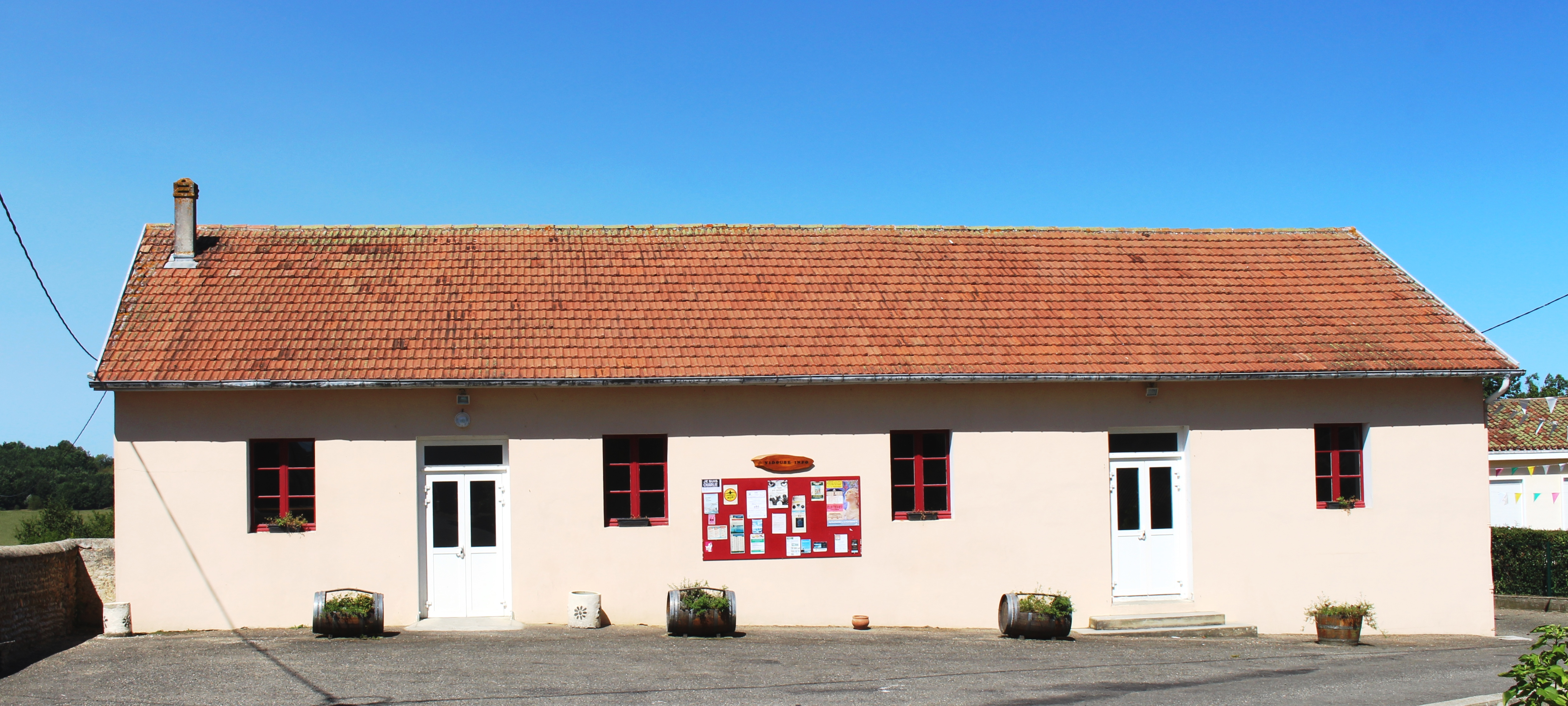
Le foyer rural.

### Liste des maires
| Période                                  | Période   | Identité                   | Étiquette | Qualité                 |
| ---------------------------------------- | --------- | -------------------------- | --------- | ----------------------- |
| Les données manquantes sont à compléter. |           |                            |           |                         |
| 1945                                     | 1948      | Henri Lavigne              |           |                         |
| 1948                                     | 1959      | ..                         |           |                         |
| 1959                                     | 1971      | Oscar Saint-Germa          |           |                         |
| 1971                                     | mars 1977 | Raymond Depierris          |           |                         |
| mars 1977                                | mars 1983 | André Bouneou              |           |                         |
| mars 1983                                | 1996      | Alain Hougasse             | PS        |                         |
| 1996                                     | mars 2014 | Jean Ponnau                |           |                         |
| mars 2014                                | mars 2020 | Frédérique Bellardi-Savoye |           |                         |
| mars 2020                                | En cours  | Alexis Bonnargent          | PCF       | Président de l’ADECR 65 |

### Rattachements administratifs et électoraux

#### Historique administratif
Sénéchaussée de Lectoure, élection d'Armagnac, pays de Rivière-Basse, comté de Parabère, canton de Maubourguet (1790-2014). Arriagosse, commune en 1790, est réunie à Vidouze entre 1791 et 1801.

#### Intercommunalité
Vidouze appartient à la communauté de communes Adour Madiran créée en janvier 2017 qui a la particularité de réunir 72 communes de Bigorre et Béarn.

#### Services publics
La commune de Vidouze dispose d'une agence postale.

## Population et société

### Démographie

#### Évolution démographique

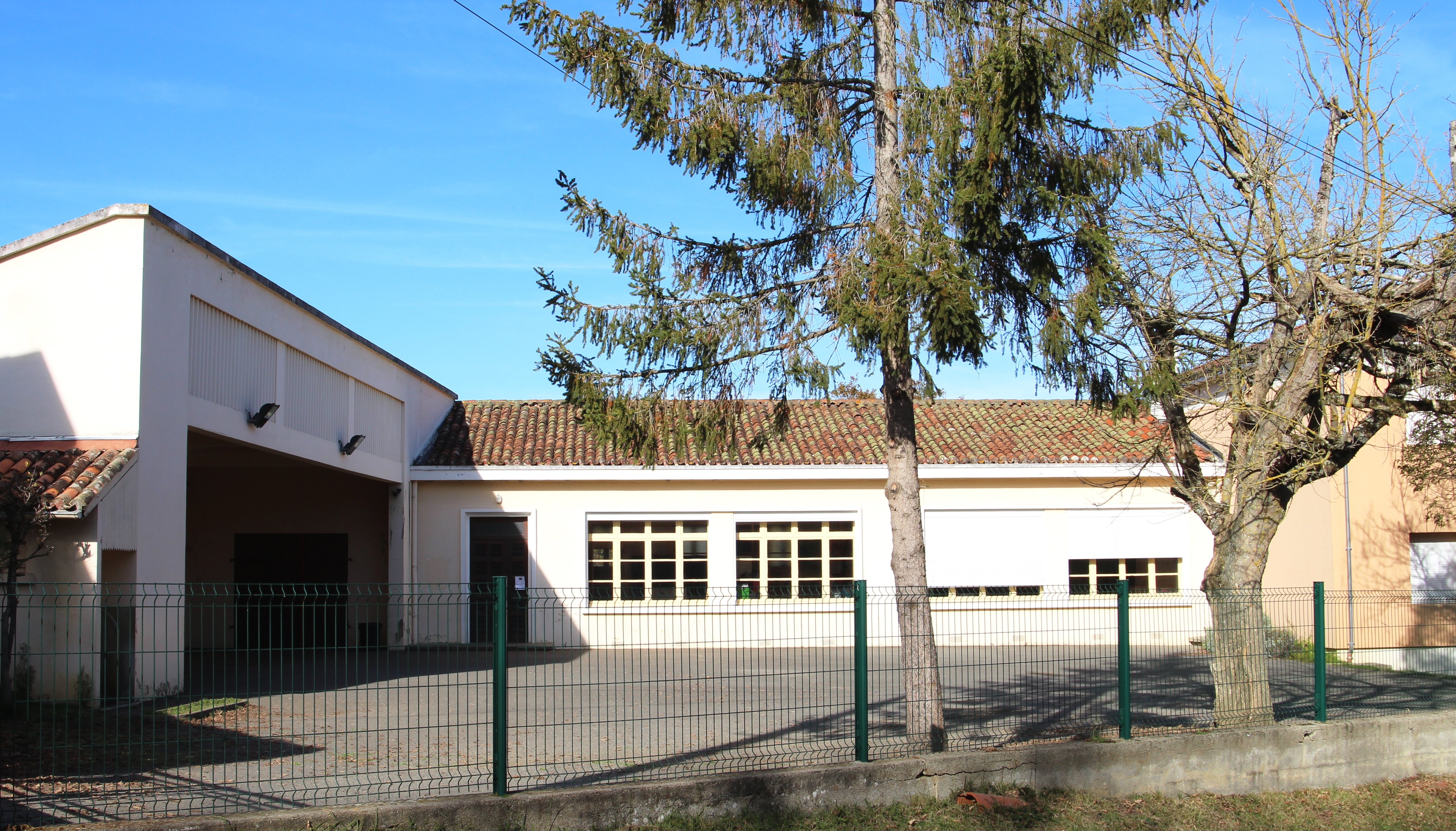
L’école maternelle en 2017.

| 1793 | 1800 | 1806 | 1821 | 1831 | 1836 | 1841 | 1846 | 1851 |
| ---- | ---- | ---- | ---- | ---- | ---- | ---- | ---- | ---- |
| 863  | 829  | 833  | 853  | 983  | 962  | 976  | 926  | 871  |

| 1856 | 1861 | 1866 | 1876 | 1881 | 1886 | 1891 | 1896 | 1901 |
| ---- | ---- | ---- | ---- | ---- | ---- | ---- | ---- | ---- |
| 870  | 812  | 802  | 720  | 702  | 713  | 680  | 616  | 594  |

| 1906 | 1911 | 1921 | 1926 | 1931 | 1936 | 1946 | 1954 | 1962 |
| ---- | ---- | ---- | ---- | ---- | ---- | ---- | ---- | ---- |
| 557  | 515  | 489  | 483  | 443  | 437  | 418  | 342  | 314  |

| 1968 | 1975 | 1982 | 1990 | 1999 | 2006 | 2011 | 2016 | 2021 |
| ---- | ---- | ---- | ---- | ---- | ---- | ---- | ---- | ---- |
| 299  | 282  | 273  | 241  | 262  | 259  | 251  | 238  | 236  |

| 2022 | - | - | - | - | - | - | - | - |
| ---- | - | - | - | - | - | - | - | - |
| 230  | - | - | - | - | - | - | - | - |

### Enseignement
La commune dépend de l'académie de Toulouse. Elle dispose d’une école en 2016.
- École maternelle.

## Économie

### Revenus
En 2018, la commune compte 99 ménages fiscaux, regroupant 211 personnes. La médiane du revenu disponible par unité de consommation est de 19 710 € (20 420 € dans le département).

### Emploi
|                | 2008  | 2013  | 2018  |
| -------------- | ----- | ----- | ----- |
| Commune        | 5,1 % | 7,4 % | 9,9 % |
| Département    | 7,7 % | 9,4 % | 9,8 % |
| France entière | 8,3 % | 10 %  | 10 %  |

En 2018, la population âgée de 15 à 64 ans s'élève à 144 personnes, parmi lesquelles on compte 72,5 % d'actifs (62,7 % ayant un emploi et 9,9 % de chômeurs) et 27,5 % d'inactifs,. En  2018, le taux de chômage communal (au sens du recensement) des 15-64 ans est supérieur à celui du département, mais inférieur à celui de la France, alors qu'il était inférieur à celui du département et de la France en 2008.
La commune fait partie de la couronne de l'aire d'attraction de Maubourguet, du fait qu'au moins 15 % des actifs travaillent dans le pôle,. Elle compte 39 emplois en 2018, contre 34 en 2013 et 43 en 2008. Le nombre d'actifs ayant un emploi résidant dans la commune est de 91, soit un indicateur de concentration d'emploi de 43,3 % et un taux d'activité parmi les 15 ans ou plus de 49,8 %.
Sur ces 91 actifs de 15 ans ou plus ayant un emploi, 34 travaillent dans la commune, soit 38 % des habitants. Pour se rendre au travail, 75,6 % des habitants utilisent un véhicule personnel ou de fonction à quatre roues, 1,1 % les transports en commun, 4,4 % s'y rendent en deux-roues, à vélo ou à pied et 18,9 % n'ont pas besoin de transport (travail au domicile).

## Culture locale et patrimoine

### Lieux et monuments
- Église Saint-Jacques de Vidouze.
- Chapelle Saint-Jacques de Vidouze.
- Lavoir.

Sélection de vues des lieux et monuments.
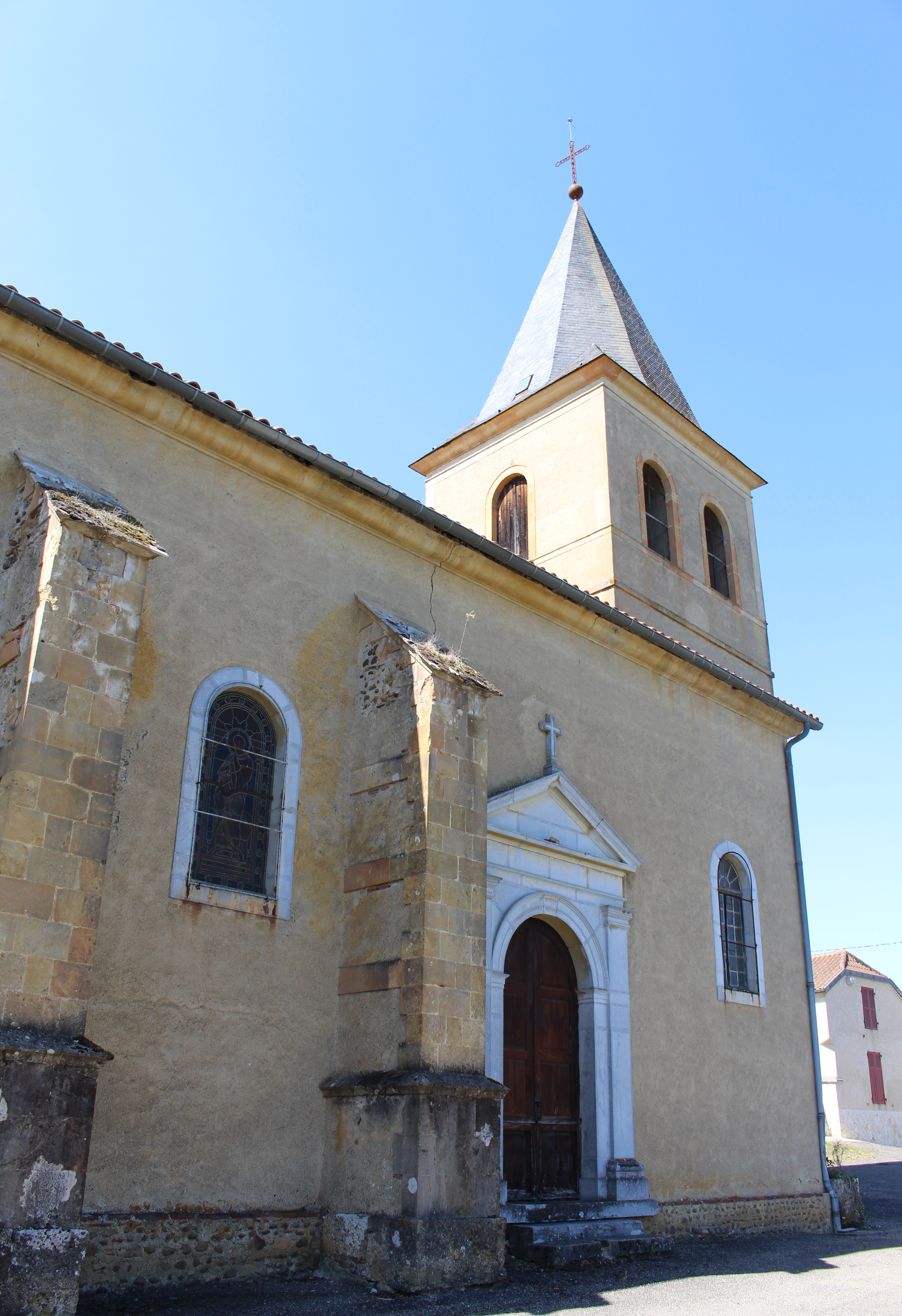
L'église Saint-Jacques en 2016.
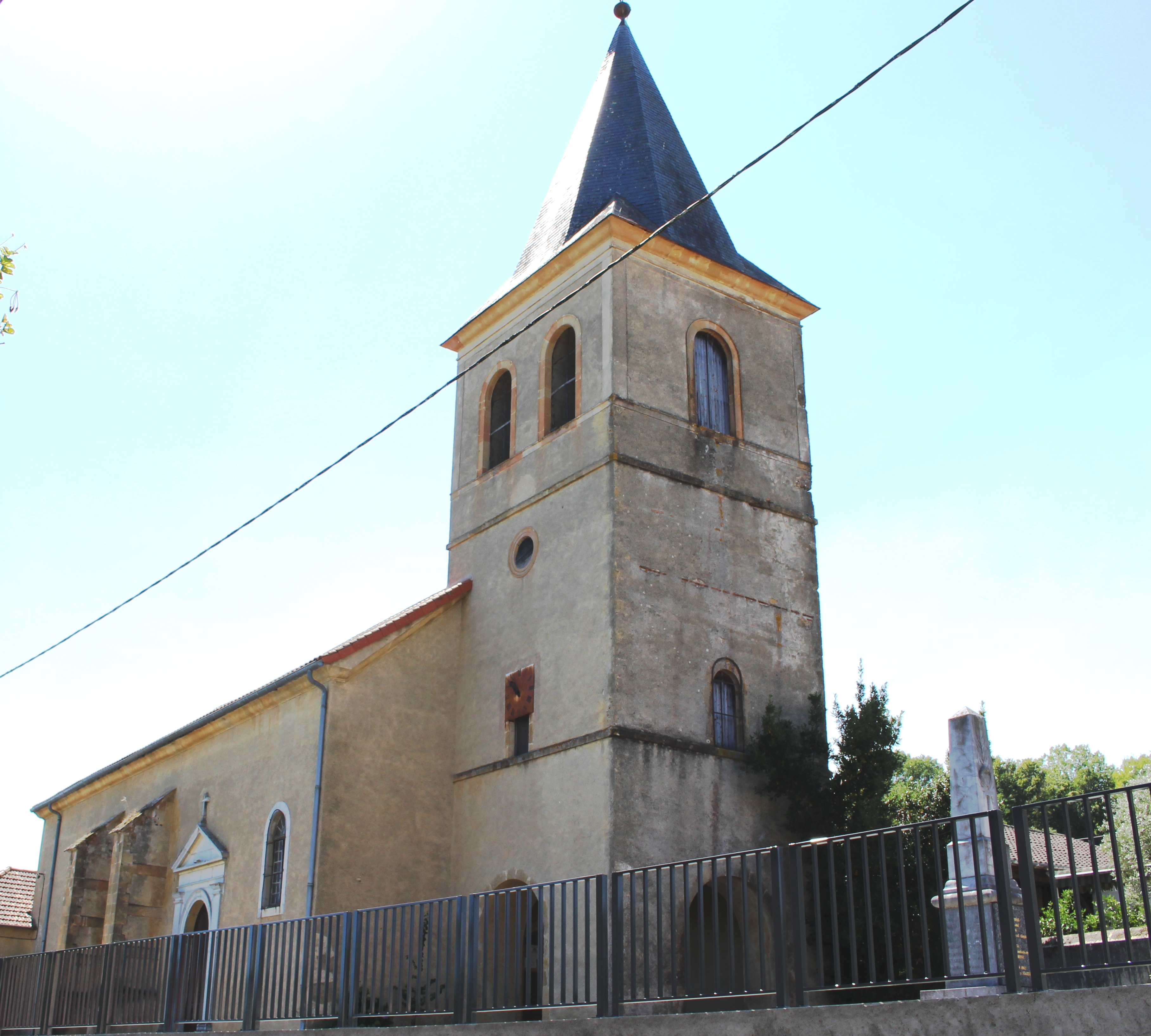
L'église Saint-Jacques en 2016.
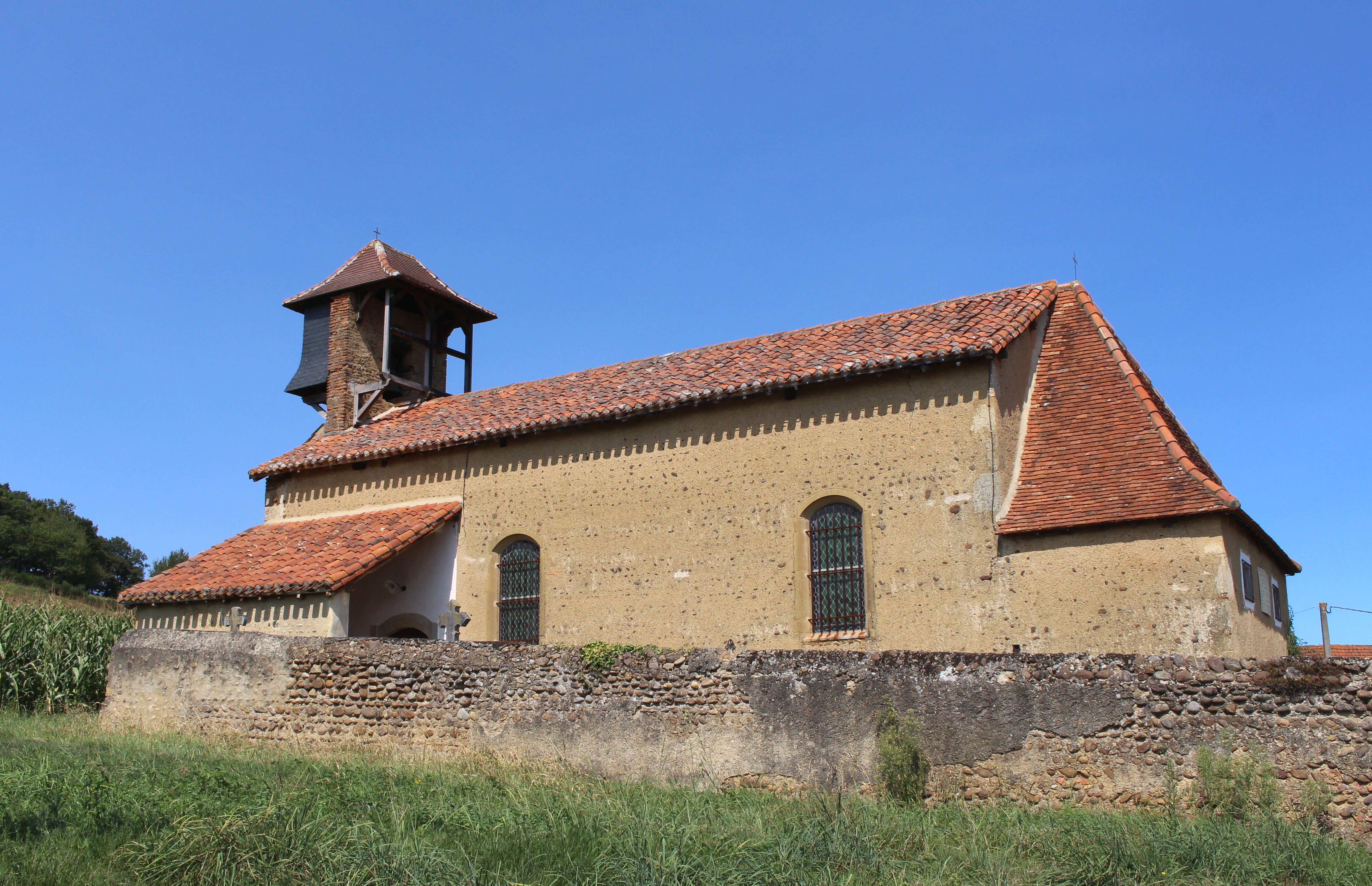
La chapelle Saint-Jacques en 2016.
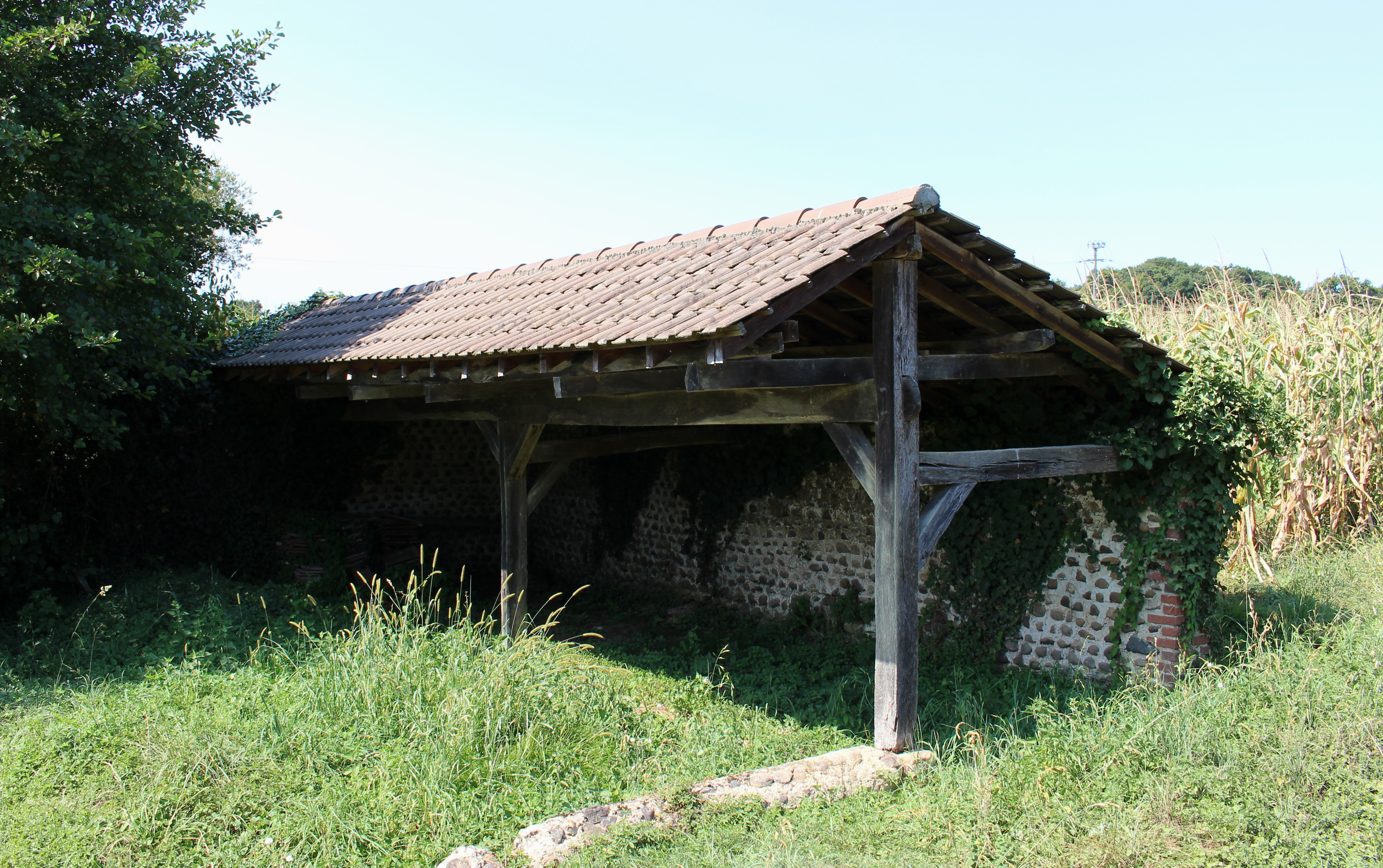
Le lavoir en 2016.
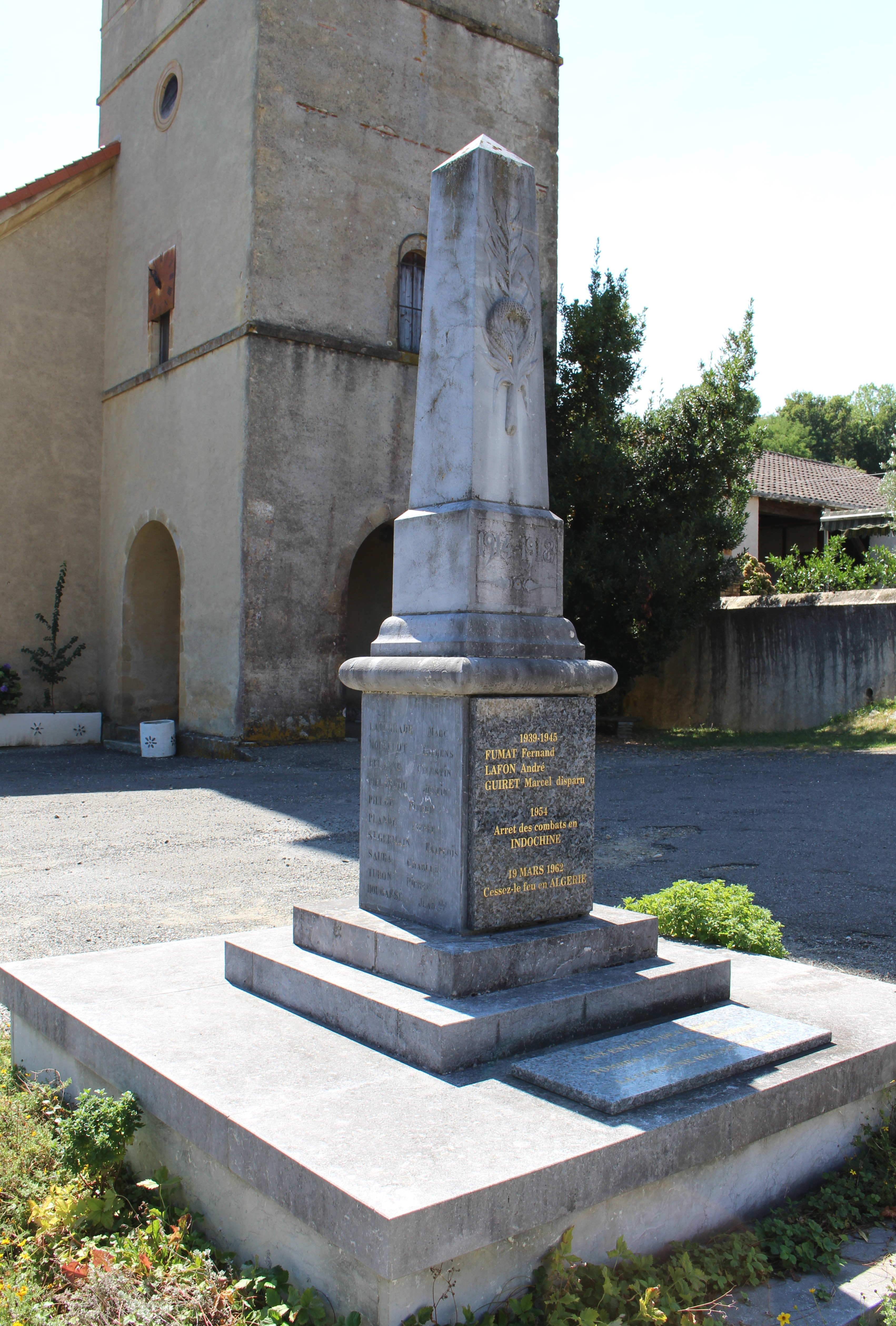
Le monument aux morts municipal.
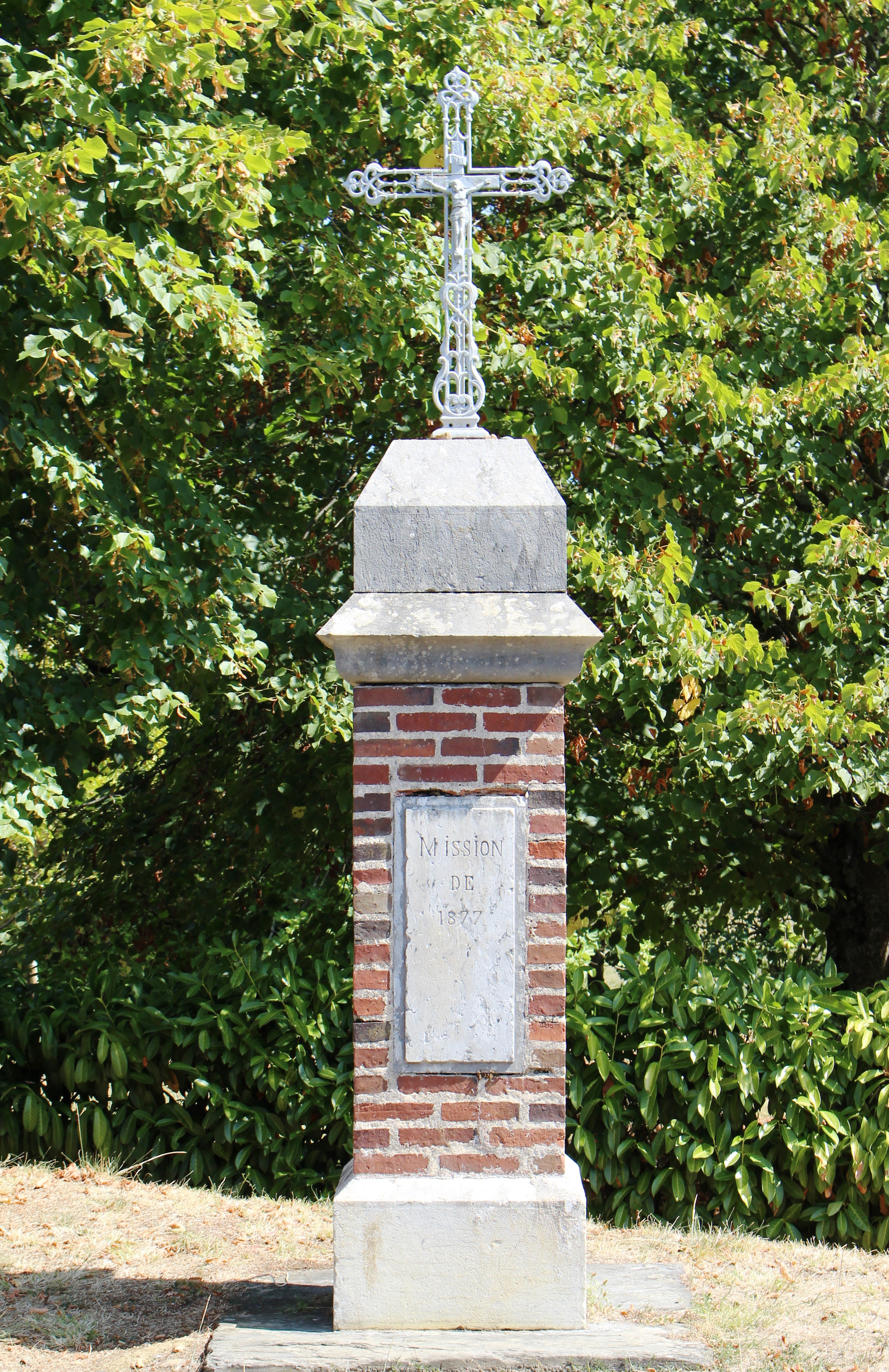
Une croix.
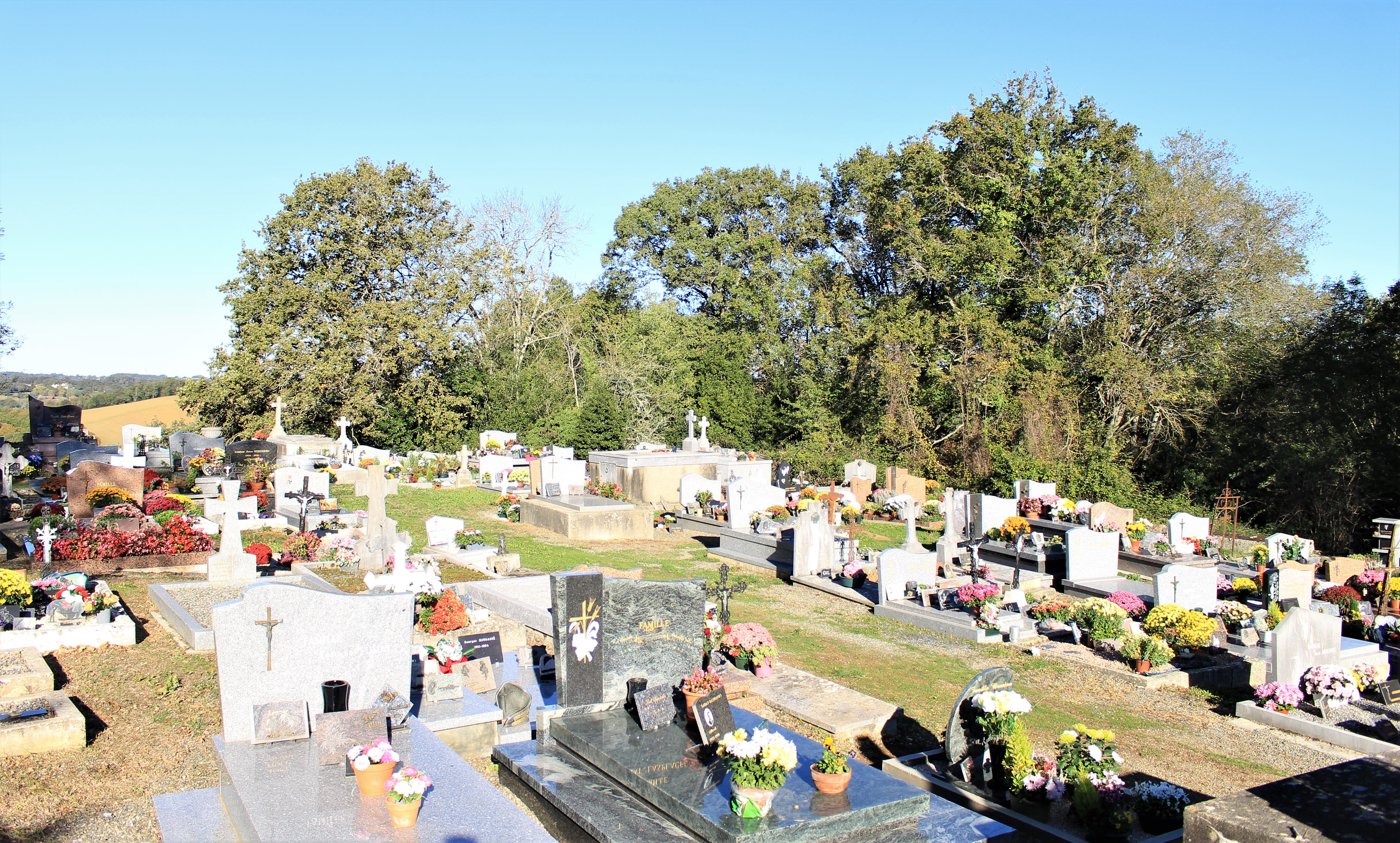
Le cimetière.
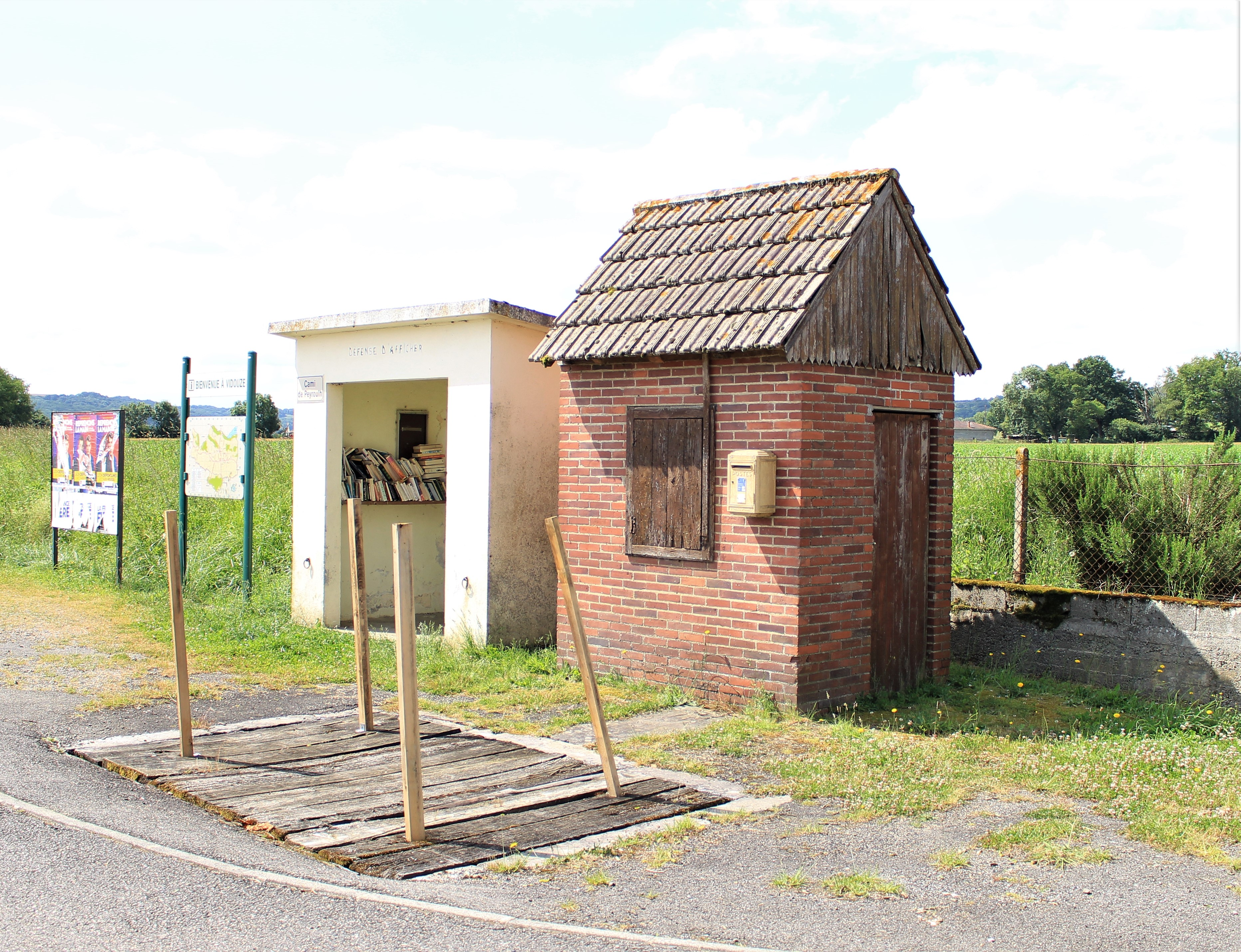
L'ancienne bascule en 2024.

### Héraldique
| Blason | Blasonnement : D'azur à la fasce ondée d'argent, accompagnée en chef d'une fleur de lys d'or et en pointe d'une grenouille de sinople *, au chef aussi d'azur chargé d'un poisson d'argent. |